# 中央区 (千葉市)
中央区（ちゅうおうく）は、千葉県千葉市を構成する行政区の一つ。千葉市ならびに千葉県の行政・商業の中心であり、区内に千葉県庁、千葉市役所が所在する。

## 概要
千葉駅を中心に商業地区が並び、本千葉駅から京成千葉中央駅にかけての東側には県庁や裁判所など行政機関が集中している。
区南部の蘇我副都心は、かつては東京湾の埋立地にあるJFEスチール東日本製鉄所の企業城下町であったが、現在は規模を縮小し、跡地は商業施設（ハーバーシティ蘇我）や千葉市蘇我スポーツ公園となっている。
千葉駅を中心に利便性が高いことから千葉市の行政区の中でも最も人口増加率が高い区となっており人口流入が続いている。将来推計人口でも中央区のみ2035年までは人口増加が続くと推測されている。

### 区勢
千葉県庁や千葉市役所、千葉地方裁判所、千葉県警察本部など千葉県内の行政機関が集中している中心的な区である。金融機関や企業の本店・支店も多い。近年は都心回帰や、千葉駅周辺再開発の影響によりマンションが増えたため、人口は増加傾向にある。
- 千葉都心部（千葉駅を中心に、多くの商業施設、金融機関、官公庁が立地。）
  - 富士見（市を代表する繁華街。千葉駅から千葉中央駅間に商業施設が犇く。）
  - 栄町（市を代表する歓楽街、風俗街。市街地が富士見に移り衰退傾向にあったが、近年、官民学の協同により街の活性化が図られ、客足が戻りつつある。）
  - 中央（葭川公園駅を中心に三井ガーデンホテル、中央区役所、千葉市美術館、千葉市科学館が立地。）
- 千葉臨港部（千葉みなと駅を中心に、再開発が進む。千葉ポートタワー、千葉県立美術館が立地。）
  - 中央港（ケーズハーバー・千葉中央港旅客船桟橋の旅客船ターミナルや結婚式場、リゾートレストラン、レジデンスなどが立地。）
- 本千葉・亥鼻（文教地区、千葉大学医学部、千葉県立千葉高等学校、千葉市文化会館、千葉県立図書館等、千葉の知が集積される。）
- 蘇我副都心（蘇我駅からJFE工場跡地を中心とするの再開発が進む。ハーバーシティ蘇我、千葉市蘇我スポーツ公園（フクダ電子アリーナなど）が立地する。）

## 地理
急峻な山などはなく、ほとんどは平坦な地形である。中心を下総台地（台地）が占め、その中に樹枝状に谷底低地。北東側及び台地を二分する形で氾濫低地。南側の千葉港周辺は広域埋立地。広域埋立地と台地の間に、海岸低地と砂州・砂堆に区分される。

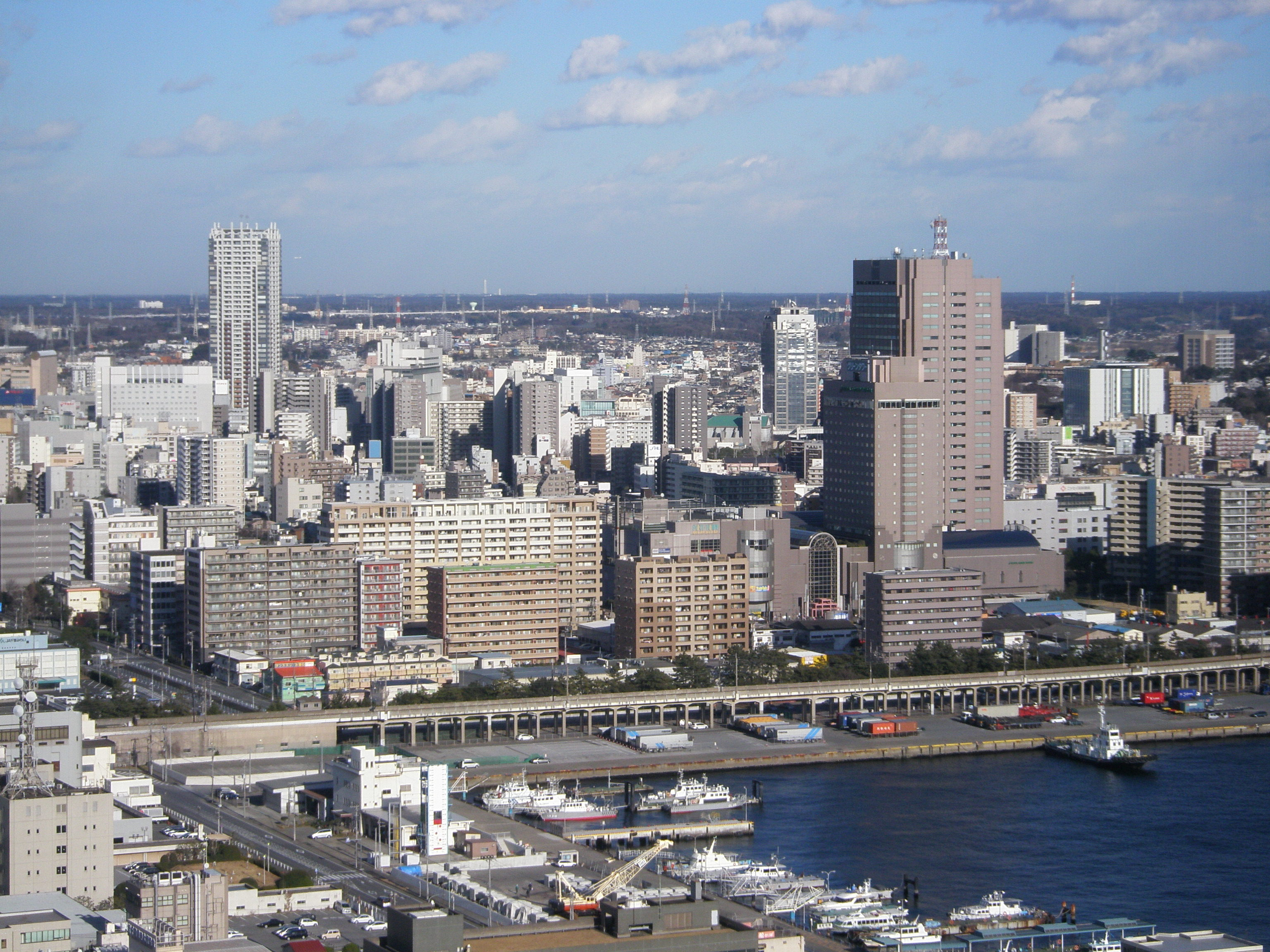
千葉臨港部の街並み
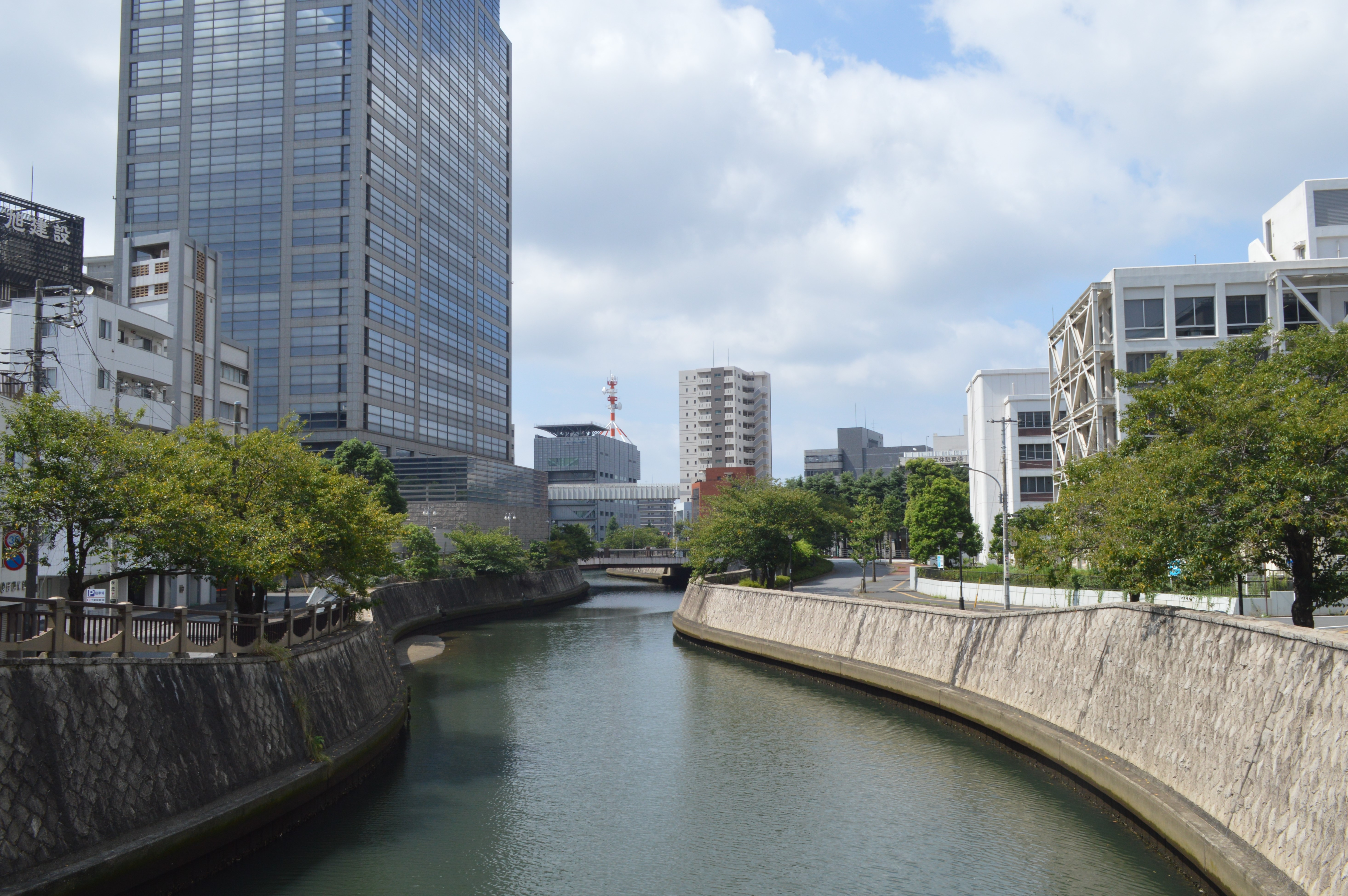
千葉県庁付近を流れる都川。
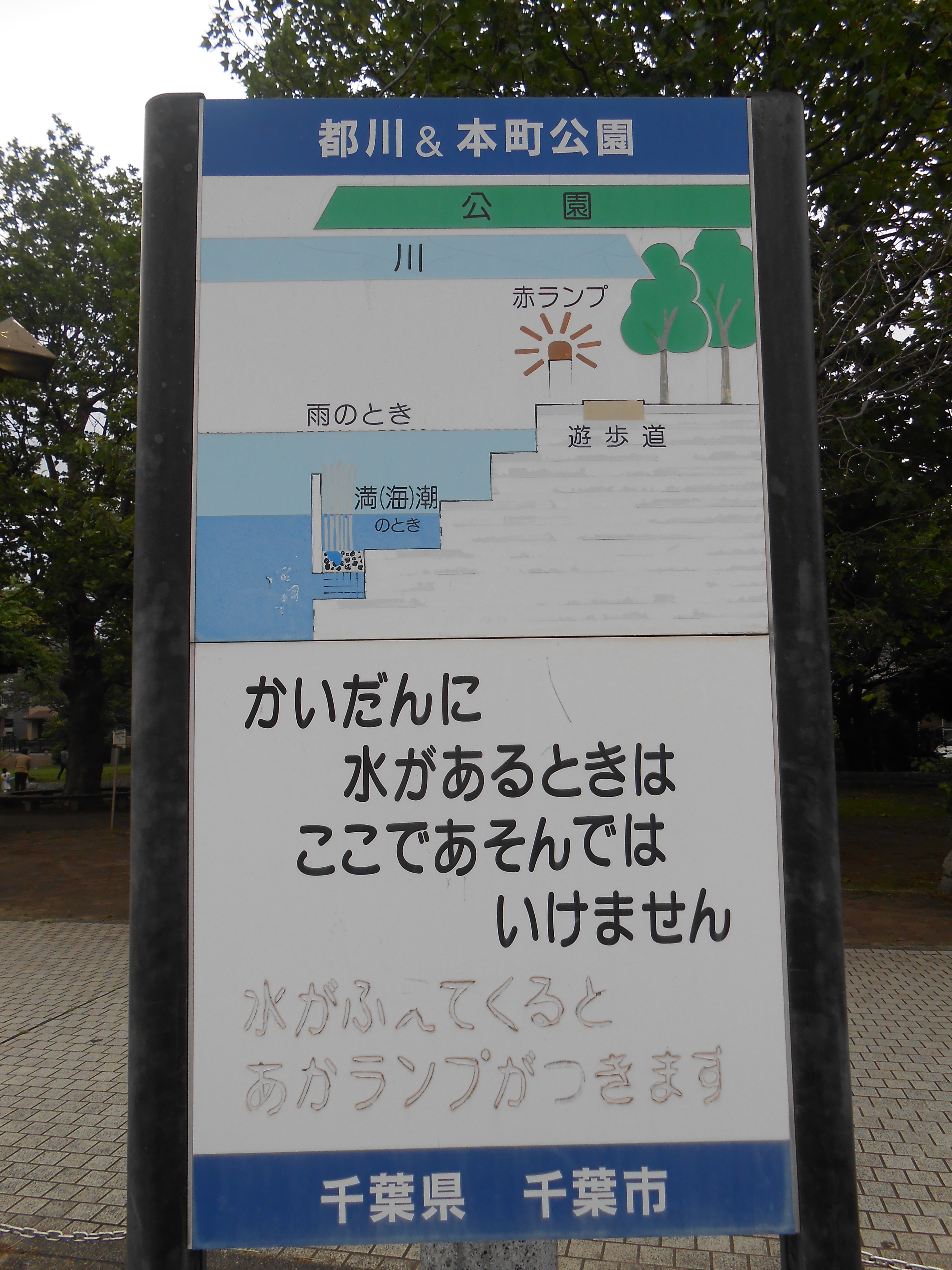
都川の増水時の危険を伝える看板（本町公園）

### 隣接する自治体・行政区
- 千葉市の区
  - 美浜区、若葉区、稲毛区、緑区
- 他の市町村
  - 市原市

## 歴史
千葉市のうち、旧市域の大部分と旧千葉郡蘇我町、生浜町（おゆみ野に属する部分を除く）、千城村の一部、都村の一部の区域と埋立地から成る。
区名は公募に寄せられた案の中から決定した。当初、方角や「中央」は区名として採用しない方針であり、現区名への支持も低かったが、他にふさわしい案がなかったことから、方針に反して現区名が多数寄せられたという経緯がある。他に「千葉区」、「港区」、「亥鼻区」（千葉城の別名から）といった案もあった。
- 1889年（明治22年）4月1日 - 町村制の施行により区域内に以下の町村が発足する（いずれも千葉郡。現存しない地名は〈　〉で現在の地名を記した）。
  - 千葉町 ← 千葉町、寒川村、登戸村、千葉寺村、●黒砂村（●は現稲毛区）
  - 蘇我野村 ← 曽我野村〈蘇我町〉、今井村、宮崎村、大森村、赤井村、小花輪村〈花輪町〉、生実郷
  - 都村 ← 辺田村〈都町〉、矢作村、●貝塚村、●加曽利村、●川野辺新田〈若松町〉（●は現若葉区）
  - 千城村 ← 川戸村、仁戸名村、星久喜村、●大宮村、●小倉村、●大草村、●金親村、●坂月村（●は現若葉区）
  - 生実浜野村 ← 浜野村、村田村、○北生実村、○南生実村、●有吉村（○は一部、●は全域が現緑区）
- 1890年（明治23年）05月23日 - 蘇我野村が町制を施行し蘇我町と改称する。
- 1921年（大正10年）01月01日 - 千葉町が市制を施行し千葉市となる。
- 1925年（大正14年）01月01日 - 生実浜野村が生浜村と改称する。
- 1928年（昭和03年）11月10日 - 生浜村が町制を施行し生浜町となる。
- 1937年（昭和12年）02月11日 - 蘇我町、都村が千葉市に編入される。
- 1944年（昭和19年）02月11日 - 千城村が千葉市に編入される。
- 1955年（昭和30年）02月11日 - 生浜町が千葉市に編入される。
- 1992年（平成04年）04月11日 - 千葉市の政令指定都市移行に伴い当区を設置。中央コミュニティーセンター内に区役所を設置。
- 1995年（平成07年）07月00日 - 区役所を千葉市美術館内に移転[1]。
- 2019年（令和.元年）05月07日 - 区役所をきぼーる内（現在地）に移転[2][3]。

## 人口
- 1995年　167,663
- 2000年　170,911
- 2005年　184,637
- 2010年　199,364
- 2015年　205,070

## 行政

### 役所
千葉市役所
- 中央区役所（区長 斎藤三男）

### 警察・消防

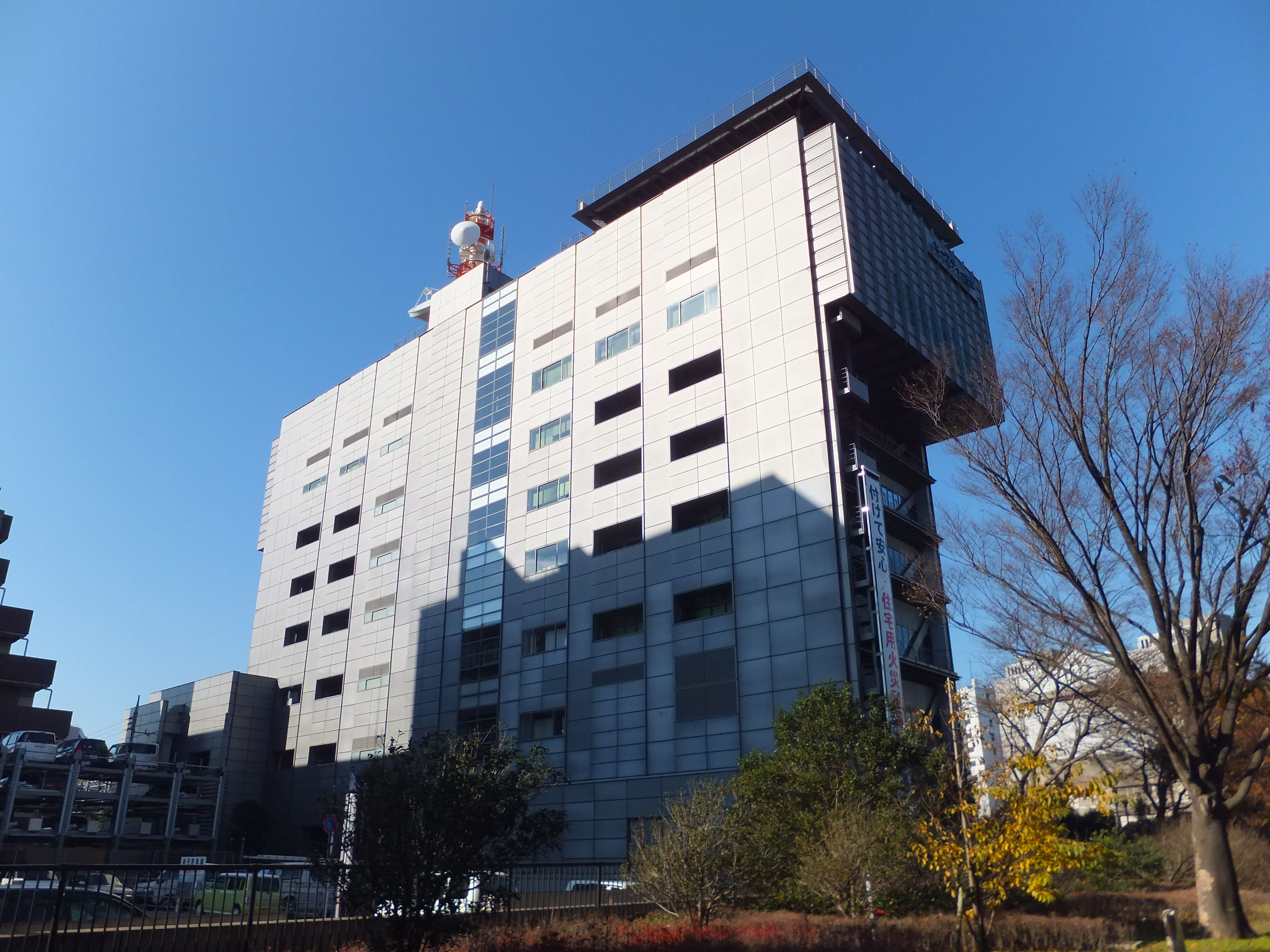
千葉市消防局

千葉中央警察署
- 千葉駅前交番
- 京成千葉中央駅前交番
- 千葉公園前交番
- 西千葉交番
- 登戸交番
- 本千葉駅前交番
- 千葉寺駅前交番
- 蘇我駅前交番
- 白旗交番
- 浜野駅前交番
- 星久喜交番
- 本町交番
- 都交番

千葉市消防局
- 中央消防署
  - 蘇我出張所
  - 宮崎出張所
  - 生浜出張所
  - 臨港出張所

### 国・県の機関
| 総務省 - 関東管区行政評価局千葉行政評価事務所 法務省 - 千葉地方検察庁 - 千葉区検察庁 - 千葉地方法務局 - 千葉保護観察所 - 関東公安調査局千葉公安調査事務所 - 東京出入国在留管理局千葉出張所 財務省 - 関東財務局千葉財務事務所 - 横浜税関千葉税関支署 - 東京国税局千葉東税務署 厚生労働省 - 関東信越厚生局千葉事務所 - 東京検疫所千葉支所 - 千葉労働局 - 千葉労働基準監督署 防衛省 - 北関東防衛局千葉防衛事務所 | 農林水産省 - 関東農政局千葉農政事務所 - 横浜植物防疫所東京支所千葉出張所 国土交通省 - 関東地方整備局千葉港湾事務所 - 関東地方整備局千葉国道事務所千葉出張所 - 銚子地方気象台千葉測候所 - 第三管区海上保安本部千葉海上保安部 - 第三管区海上保安本部千葉ロランセンター 司法 - 千葉地方裁判所 - 千葉家庭裁判所 - 千葉簡易裁判所 警察庁 - 関東管区警察局千葉県情報通信部 千葉県 - 千葉県庁 - 千葉県警察本部 |

## 経済

### 産業

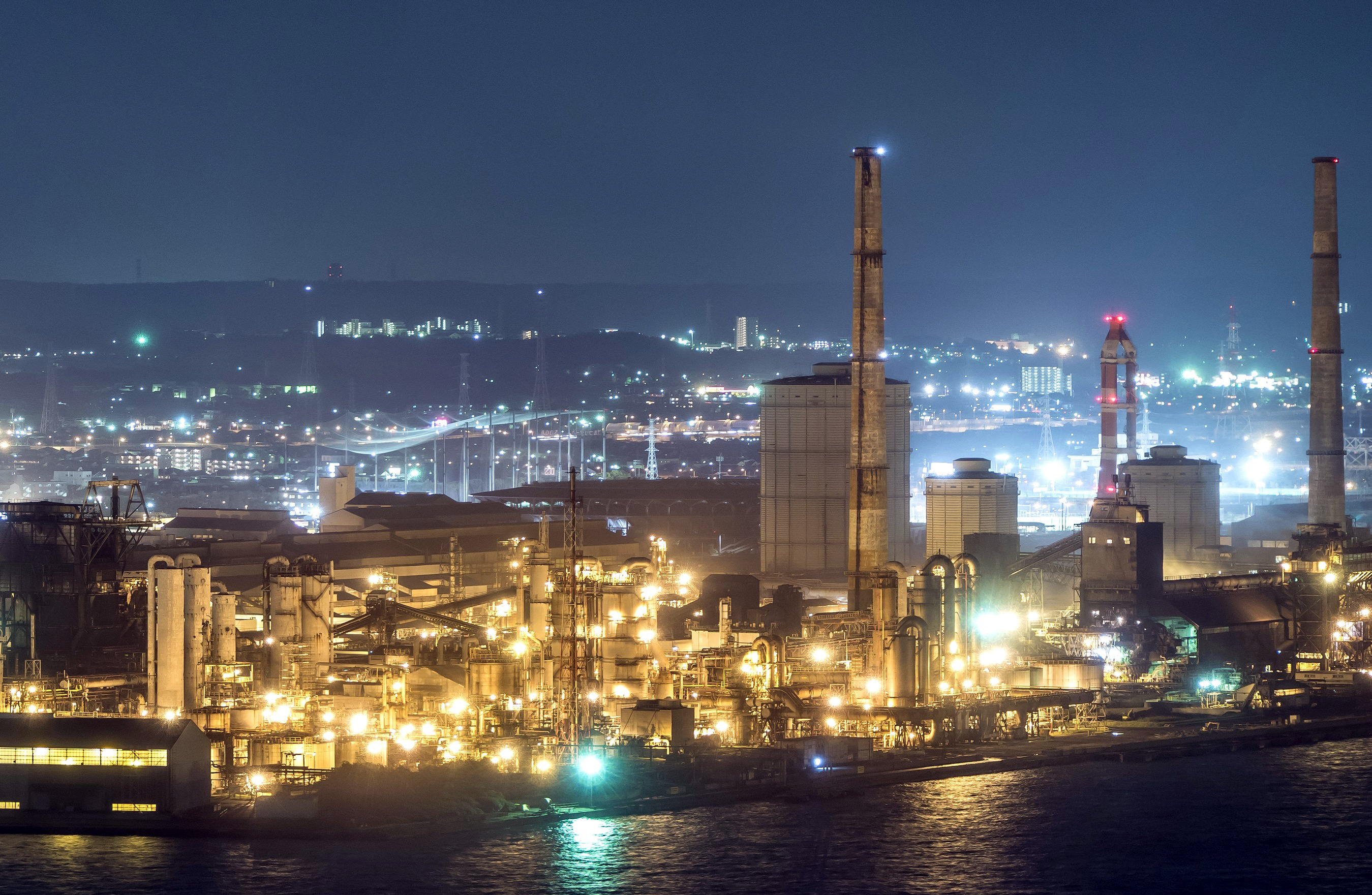
千葉港の工場群（蘇我地区）

JFEスチール東日本製鉄所（旧川崎製鉄千葉製鉄所）、JERA千葉火力発電所などが所在し、千葉港では水深12メートル岸壁3バース（うちコンテナバースは1バース）、水深10メートル岸壁5バースが整備されており、千葉中央ふ頭および出洲ふ頭では、主にコンテナ貨物と完成自動車貨物、RORO船貨物（紙・パルプ、化学工業品、鋼材）などを取り扱っている。コンテナターミナルは商港的機能の強化を図るためガントリークレーン2基体制となっている。

#### 主な商業施設
- 千葉駅
  - ペリエ (駅ビル)
  - ウェストリオ（複合施設）

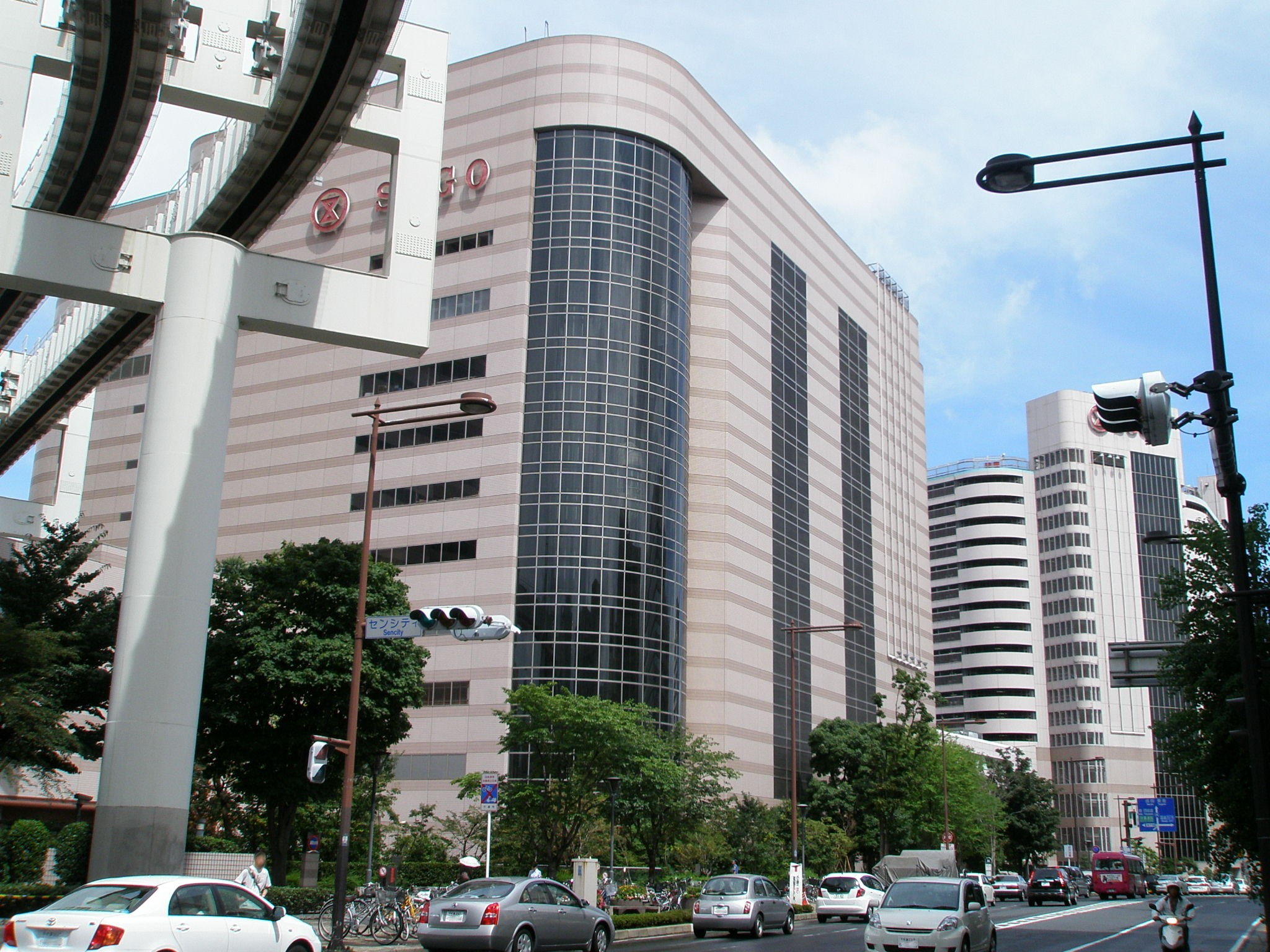
そごう千葉店（奥の建物はヨドバシHD千葉ビル）

  - センシティ（センシティタワー、そごう千葉店、ヨドバシHD千葉ビル）
  - シーワン
- 千葉中央駅
  - ミーオ（シーワンと接続）
  - 京成ローザ10イースト・ウエスト（シネマコンプレックス）
- 塚本大千葉ビル（旧称Bee-One）
  - 三省堂書店カルチャーステーション店
- 千葉ポートタウン
- ハーバーシティ蘇我
  - アリオ蘇我
  - Home's
  - フェスティバルウォーク
- トップマート

## 地域

### 住宅団地
- 白旗第一団地
- 白旗第二団地

### 施設
| - 市役所前市民センター - 生浜市民センター - 松ヶ丘市民センター - Qiball福祉フロア - 千葉駅連絡所 - 蘇我駅前連絡所 - 中央コミュニティセンター - 中央コミュニティセンター松波分室 - 蘇我コミュニティセンター - 松ケ丘公民館 - 生浜公民館 - 新宿公民館 - 宮崎公民館 | - 葛城公民館 - 椿森公民館 - 川戸公民館 - 星久喜公民館 - 千葉市中央図書館 - 千葉市みやこ図書館 - 白旗分館 - 千葉県文書館 - 千葉市民会館 - 千葉市文化センター - ちば市民活力創造プラザ - ハーモニープラザ |

#### スポーツ施設
- 千葉市蘇我スポーツ公園
  - フクダ電子アリーナ
- 千葉ポートアリーナ
- 千葉公園スポーツ施設
- 青葉の森スポーツプラザ
- 武道館

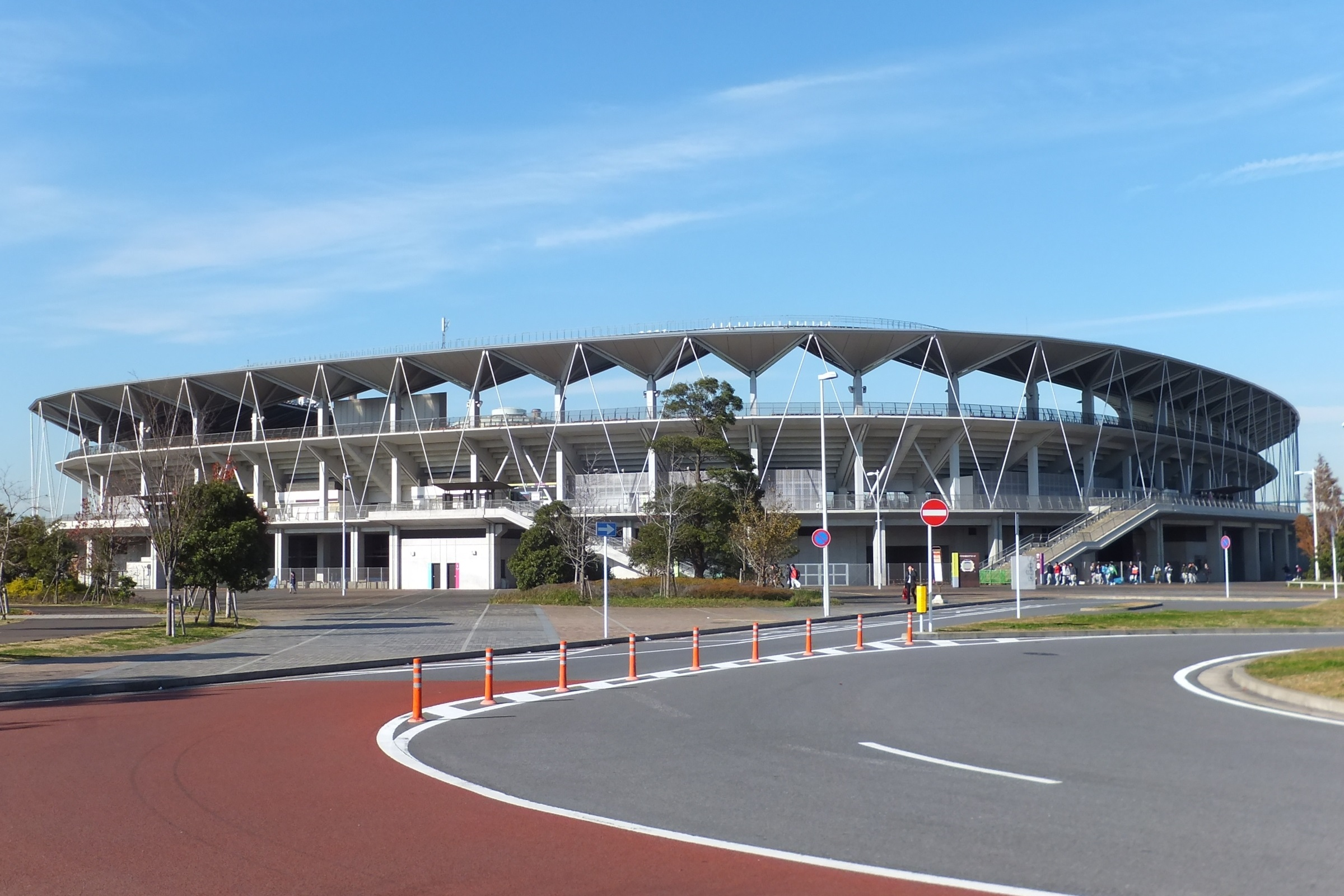
フクダ電子アリーナ

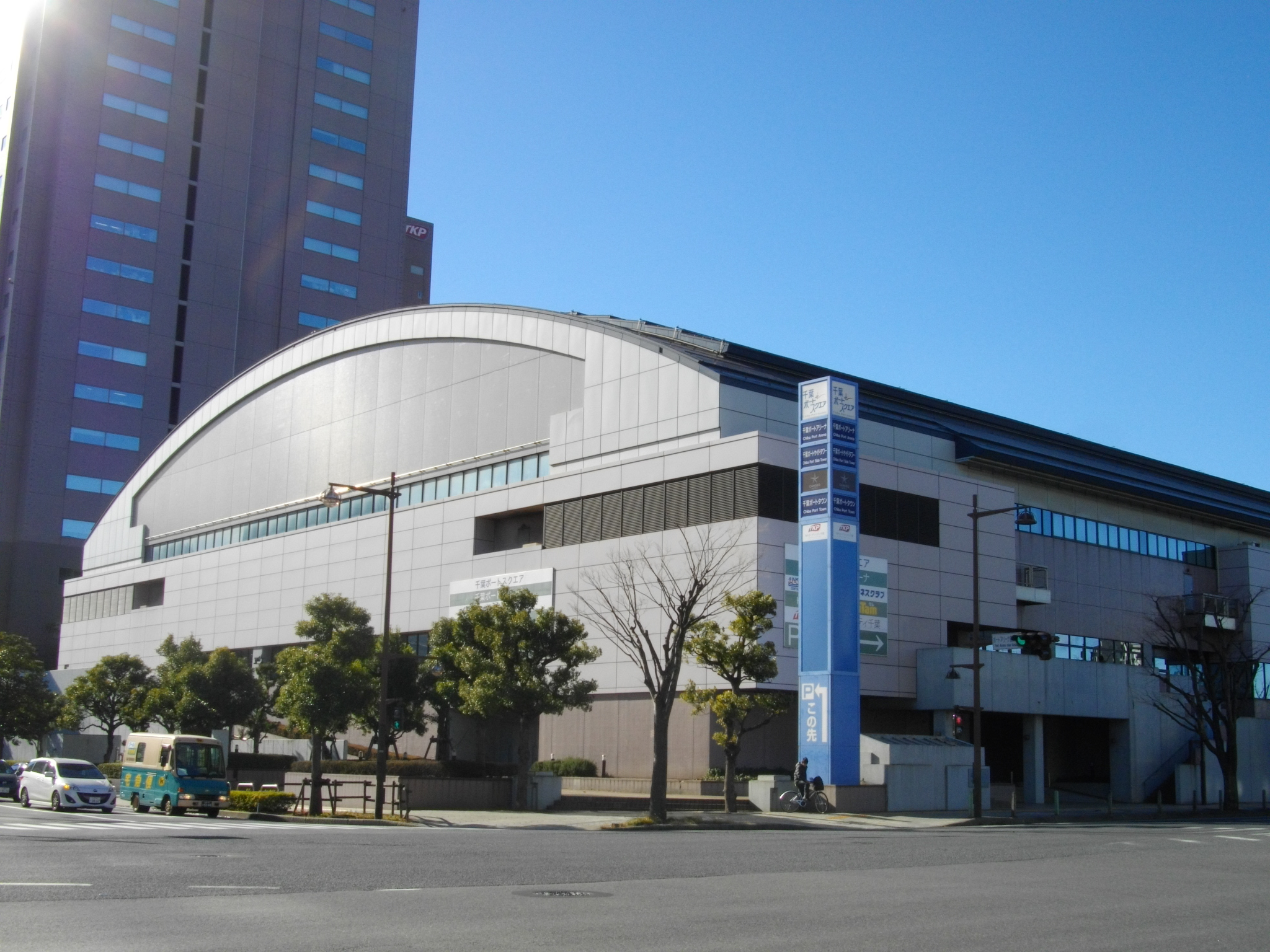
千葉ポートアリーナ

- 千葉JPFドーム（TIPSTAR DOME CHIBA）
- フクダ電子アリーナ
- 2AWスクエア

### 郵便
- 千葉中央郵便局（区内の集配を担当） (〒260-8799)
- 若葉郵便局（若葉区内の集配を担当：中央区は担当していない） (〒264-8799)
  - ゆうちょ銀行若葉店（若葉郵便局に併設）

- 千葉都町郵便局 (〒260-0001)
- 千葉道場郵便局 (〒260-0005)
- 千葉中央四郵便局 (〒260-0013)
- 千葉駅東口郵便局（旧・千葉文化交流プラザ内郵便局） (〒260-0015)
- 千葉駅前大通り郵便局（旧・千葉Bee-One内郵便局） (〒260-0015)
- 千葉院内郵便局 (〒260-0017)
- 千葉新宿郵便局 (〒260-0021)
- 千葉CCプラザ内郵便局 (〒260-0026)
- 千葉新町郵便局 (〒260-0028)
- 新千葉郵便局 (〒260-0031)

- 千葉登戸郵便局 (〒260-0032)
- 西千葉駅前郵便局 (〒260-0033)
- 千葉椿森郵便局 (〒260-0042)
- 千葉松波郵便局 (〒260-0044)
- 千葉仁戸名郵便局 (〒260-0801)
- 千葉宮崎郵便局 (〒260-0806)
- 千葉星久喜郵便局 (〒260-0808)
- 千葉生実郵便局 (〒260-0813)
- 千葉曽我野郵便局 (〒260-0822)

- 浜野郵便局 (〒260-0824)
- 千葉市場前郵便局 (〒260-0832)
- 千葉今井郵便局 (〒260-0834)
- 千葉鵜の森郵便局（旧・千葉白旗郵便局） (〒260-0841)
- 千葉寺町郵便局 (〒260-0844)
- 本千葉駅前郵便局（旧・千葉寒川郵便局） (〒260-0854)
- 千葉県庁内郵便局 (〒260-0855)
- 千葉亥鼻郵便局 (〒260-0856)
- 千葉大学病院内簡易郵便局 (〒260-0856)

### 医療
千葉市は、1市で1つの二次医療圏（千葉保健医療圏）を構成する。三次医療圏は千葉県医療圏（管轄区域：千葉県全域）。
医療提供施設は特筆性の高いもののみを記載する。
- 区内の救命救急センター
  - 千葉メディカルセンター
- 区内の災害拠点病院
  - 国立病院機構千葉医療センター
  - 千葉市立青葉病院
  - 千葉大学医学部附属病院
- 区内の緊急指定病院
  - 国立病院機構千葉東病院
  - 千葉県がんセンター
  - 斎藤労災病院
- 区内の医療機関
  - 石郷岡病院
  - 井上記念病院
  - 柏戸病院
  - 木村病院
  - 三愛記念そが病院
  - 三愛記念病院
  - JCHO千葉病院
  - 千葉みなと病院
  - 千葉みなとリハビリテーション病院
  - 中村古峡記念病院
  - 増田病院
  - 三橋病院

### 教育

#### 大学
国立
- 千葉大学（医学部・看護学部・薬学部）
  - 亥鼻キャンパス

私立
- 淑徳大学（総合福祉学部・コミュニティ政策学部・看護学部）
  - 千葉キャンパス
  - 千葉第2キャンパス

#### 短期大学
私立
- 千葉明徳短期大学

#### 高等学校
県立
- 千葉県立千葉高等学校 ※中高併設
- 千葉県立千葉商業高等学校
- 千葉県立千葉工業高等学校
- 千葉県立千葉南高等学校
- 千葉県立生浜高等学校

私立
- 千葉明徳高等学校 ※中高併設
- 千葉聖心高等学校
- 植草学園大学附属高等学校
- 明聖高等学校
- 飛鳥未来高等学校（千葉キャンパス）
- 青森山田高等学校（千葉校）
- 鹿島学園高等学校（千葉キャンパス）
- クラーク記念国際高等学校（千葉キャンパス）
- 第一学院高等学校（千葉キャンパス）
- 屋久島おおぞら高等学校（千葉キャンパス）

#### 中学校
県立
- 千葉県立千葉中学校 ※中高併設

市立
| - 千葉市立生浜中学校 - 千葉市立葛城中学校 - 千葉市立川戸中学校 - 千葉市立新宿中学校 - 千葉市立末広中学校 | - 千葉市立蘇我中学校 - 千葉市立椿森中学校 - 千葉市立星久喜中学校 - 千葉市立松ヶ丘中学校 |

私立
- 千葉明徳中学校 ※中高併設

#### 小学校
| - 千葉市立千草台東小学校 - 千葉市立院内小学校 - 千葉市立生浜小学校 - 千葉市立生浜西小学校 - 千葉市立生浜東小学校 - 千葉市立大森小学校 - 千葉市立川戸小学校 - 千葉市立寒川小学校 - 千葉市立新宿小学校 - 千葉市立蘇我小学校 - 千葉市立大巌寺小学校 | - 千葉市立鶴沢小学校 - 千葉市立仁戸名小学校 - 千葉市立登戸小学校 - 千葉市立弁天小学校 - 千葉市立星久喜小学校 - 千葉市立本町小学校 - 千葉市立松ヶ丘小学校 - 千葉市立都小学校 - 千葉市立宮崎小学校 |

#### 特別支援学校
- 千葉県立仁戸名特別支援学校

#### 専修学校
| - 千葉県医療技術大学校（県立、専修学校専門課程、2011年3月末に閉校） - 千葉女子専門学校（学校法人増田学園） - 千葉情報経理専門学校（学校法人秋葉学園） - 千葉理容専門学校（財団法人市原学園） - 千葉調理師専門学校（学校法人芳野学園） - 千葉日建工科専門学校（学校法人日建千葉学園） - 千葉デザイナー学院(学校法人花沢学園) - 東洋理容美容専門学校（学校法人東洋理容美容学園） - パリ総合美容専門学校千葉校（学校法人パリ美容国際学園） - 上野法科ビジネス専門学校（学校法人上野法律学園） - 国際医療福祉専門学校（学校法人阿弥陀寺教育学園） - 京葉介護福祉専門学校（学校法人清峯学園） - 中央介護福祉専門学校（学校法人土岐学園） - 京葉調理師学校（財団法人市原学園） | - 松ケ丘研修学院 - 学校法人中村学園 - ちば愛犬動物学園 - 国際トラベル・ホテル・ブライダル専門学校 - アイエステティック専門学校 - 学校法人三幸学園 - 東京医療秘書福祉専門学校千葉校 - 東京ビューティーアート専門学校千葉校 - 東京リゾート&スポーツ専門学校千葉校 - 学校法人大原学園 - 大原簿記公務員専門学校千葉校 - 大原医療秘書福祉専門学校千葉校 - 東京IT会計公務員専門学校千葉校（学校法人立志舎） |

#### 学校教育以外の施設
- 千葉県生涯大学校（市民大学）
- 関東職業能力開発大学校附属千葉職業能力開発短期大学校（職業能力開発促進法に基づく公共職業能力開発施設）

## 交通

### 鉄道路線
蘇我臨海地区再開発事業の一環として、千葉みなと駅と蘇我駅間に寒川新駅（仮称）を設置する構想があり、千葉市企画調整局により基本調査・設計が行われている。
東日本旅客鉄道（JR東日本）
 総武線各駅停車
- - 西千葉駅 - 千葉駅

 総武快速線
- - 千葉駅

 京葉線
- 蘇我駅 - 千葉みなと駅  -

■ 総武本線・■ 成田線
- 千葉駅 - 東千葉駅 -

■ 内房線
- 千葉駅 - 本千葉駅 -  蘇我駅 - 浜野駅 -

■ 外房線
- 千葉駅- 本千葉駅 - 蘇我駅 -

京成電鉄
 千葉線
- - 西登戸駅 - 新千葉駅 - 京成千葉駅 - 千葉中央駅

 京成千原線
- 千葉中央駅- 千葉寺駅 - 大森台駅 -

千葉都市モノレール
 1号線
- 千葉みなと駅 - 市役所前駅 - 千葉駅 - 栄町駅 - 葭川公園駅 - 県庁前駅

 2号線
- 千葉駅 - 千葉公園駅 -

### バス路線

#### 路線バス
| - 京成バス - 京成バス千葉セントラル - 京成バス千葉イースト | - 小湊鉄道 - 九十九里鉄道 - 平和交通 - あすか交通 |

#### 高速バス
- 『きょうと号』千葉駅 - 大津駅、京都駅（京成バス千葉イースト）※夜行高速バス
- 『南総里見号』千葉みなと駅、千葉駅 、 蘇我駅 -  館山駅、安房白浜（京成バス千葉イースト、日東交通）
- 『カピーナ号』千葉駅、 蘇我駅 - 東京ドイツ村、馬来田駅、久留里駅、安房鴨川駅、鴨川シーワールド（京成バス千葉イースト、日東交通）
- 千葉中央駅、千葉駅、千葉みなと駅 - 羽田空港（京成バス、京成バス千葉イースト、東京空港交通、京浜急行バス）
- 千葉中央駅、千葉駅、千葉みなと駅 - 成田空港（京成バス、京成バス千葉イースト）
- 蘇我駅 - 羽田空港（小湊鉄道、京浜急行バス）

### 道路
- 国道14号 - 東京都日本橋を起点に、中央区広小路交差点に至る。通称千葉街道。
- 国道16号 - 首都圏環状道路の千葉市内区間部。
- 国道51号 - 中央区広小路交差点を起点に、成田を経由し、茨城県水戸市に至る。千葉市内区間では、通称佐倉街道と称される。
- 国道126号 - 稲毛区穴川インター交差点を起点に、千葉県銚子市に至る。通称東金街道。
- 国道357号 - 中央区村田町を起点に、東京湾岸を通過し、神奈川県横須賀市に至る東京湾岸道路の一般国道部。通称湾岸道路でも知られる。
- 千葉県道20号千葉大網線 - 千葉市中央区神明町を起点に同市緑区を経て、千葉県大網白里市仏島に至る。愛称大網街道。
- 千葉県道66号浜野四街道長沼線 - 千葉市中央区浜野町を起点に千葉県四街道市を経由し、千葉市稲毛区長沼原町に至る。

## 名所・旧跡・観光スポット・祭事・催事

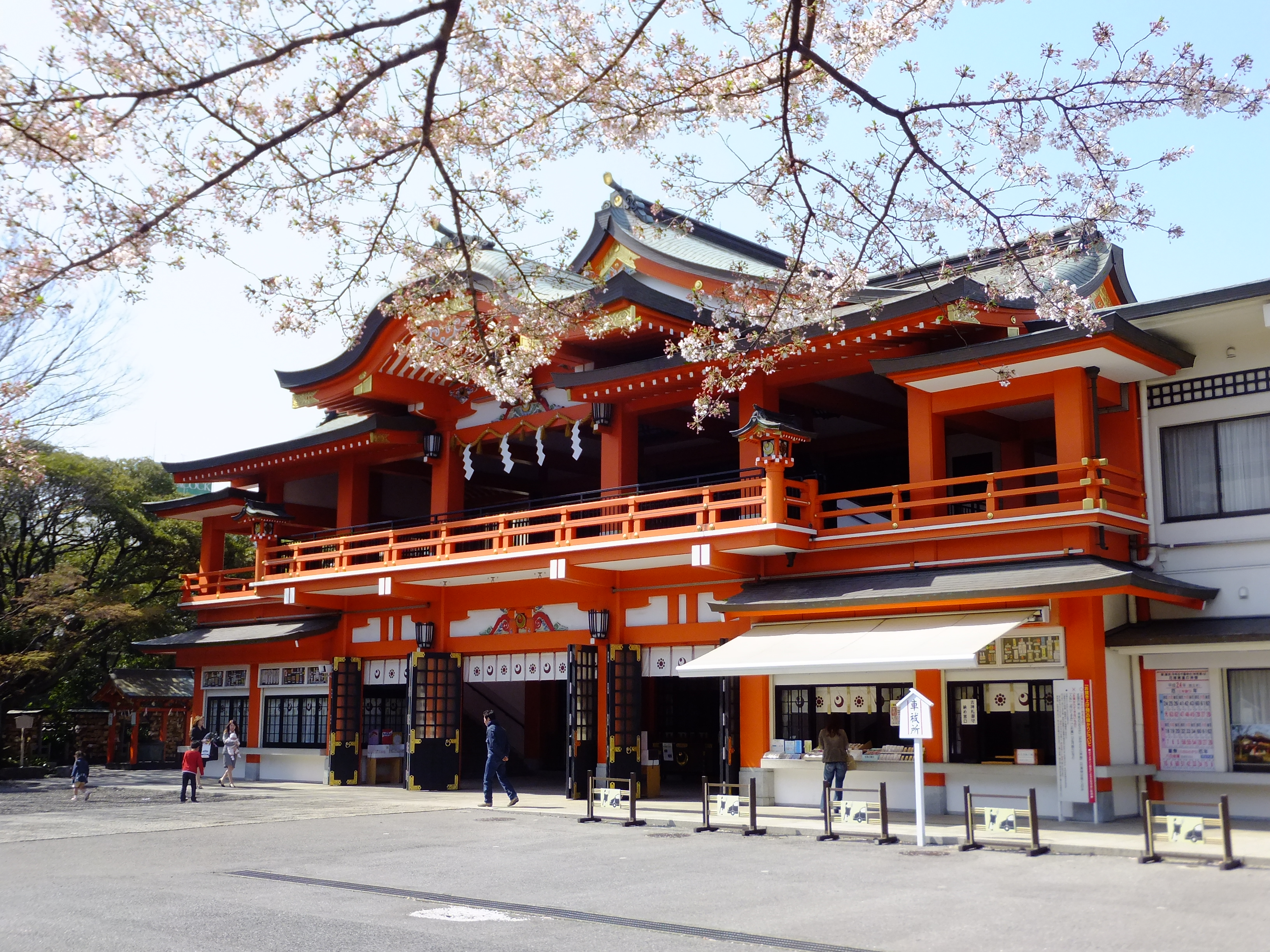
千葉神社（千葉妙見宮）

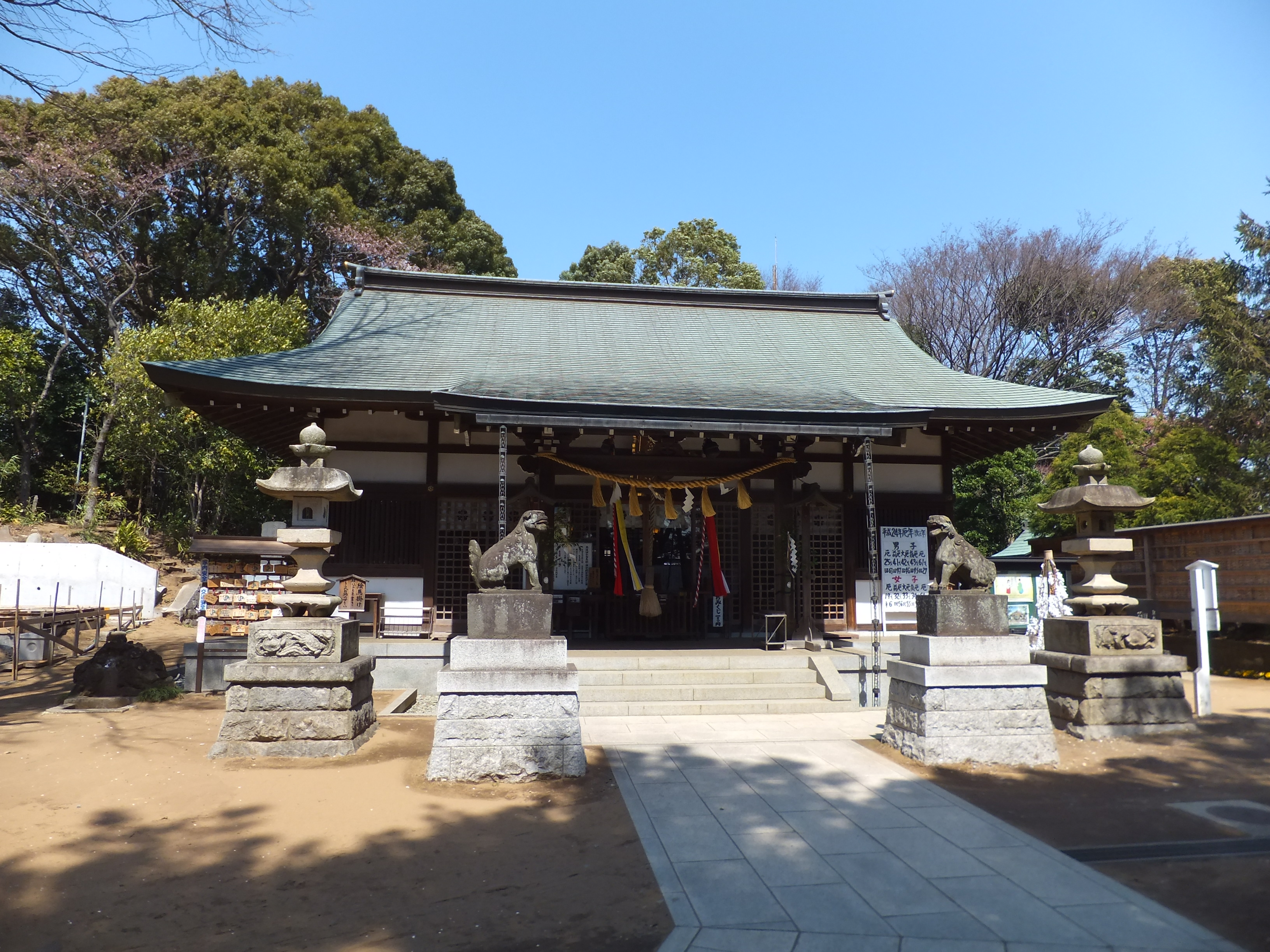
登渡神社

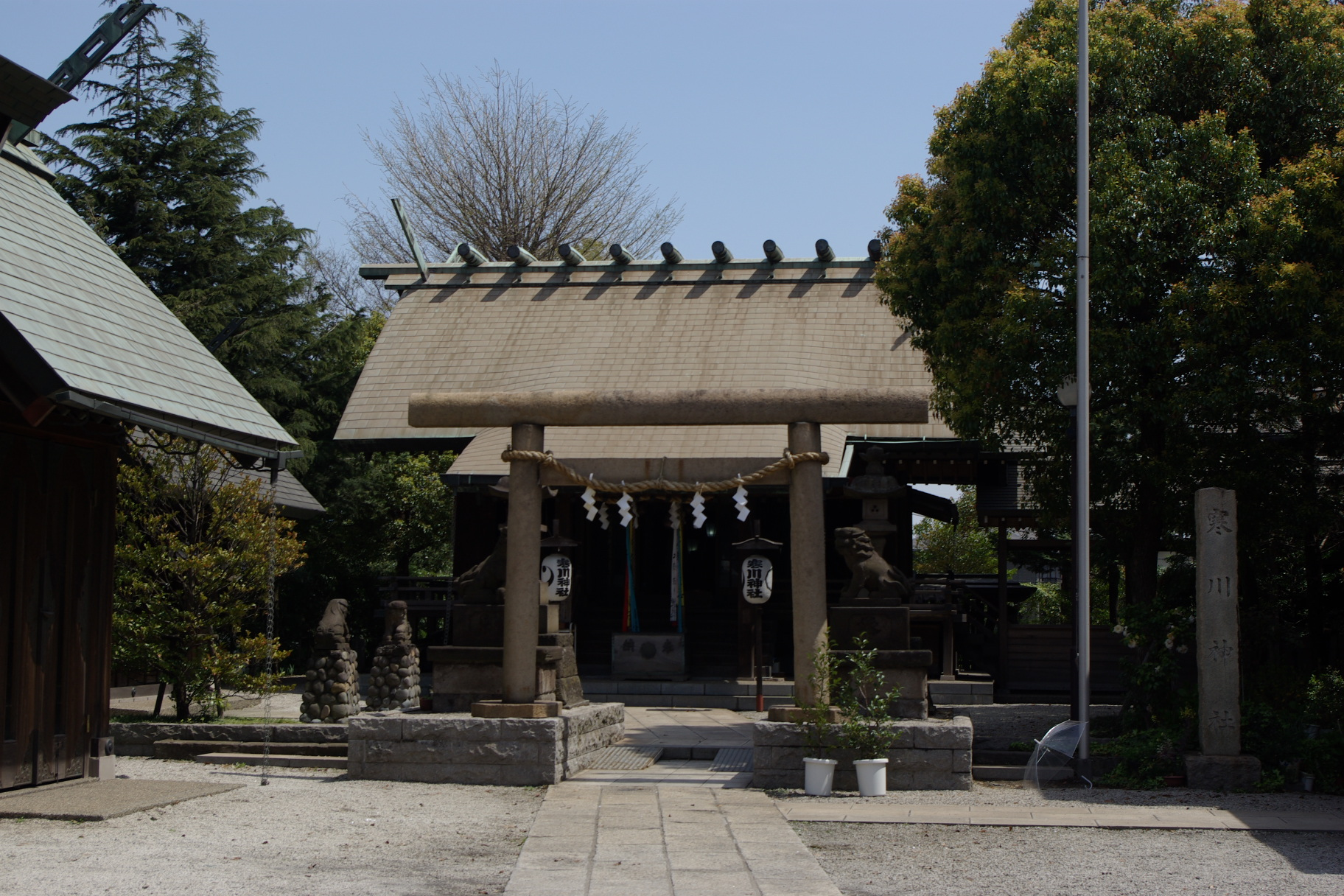
寒川神社

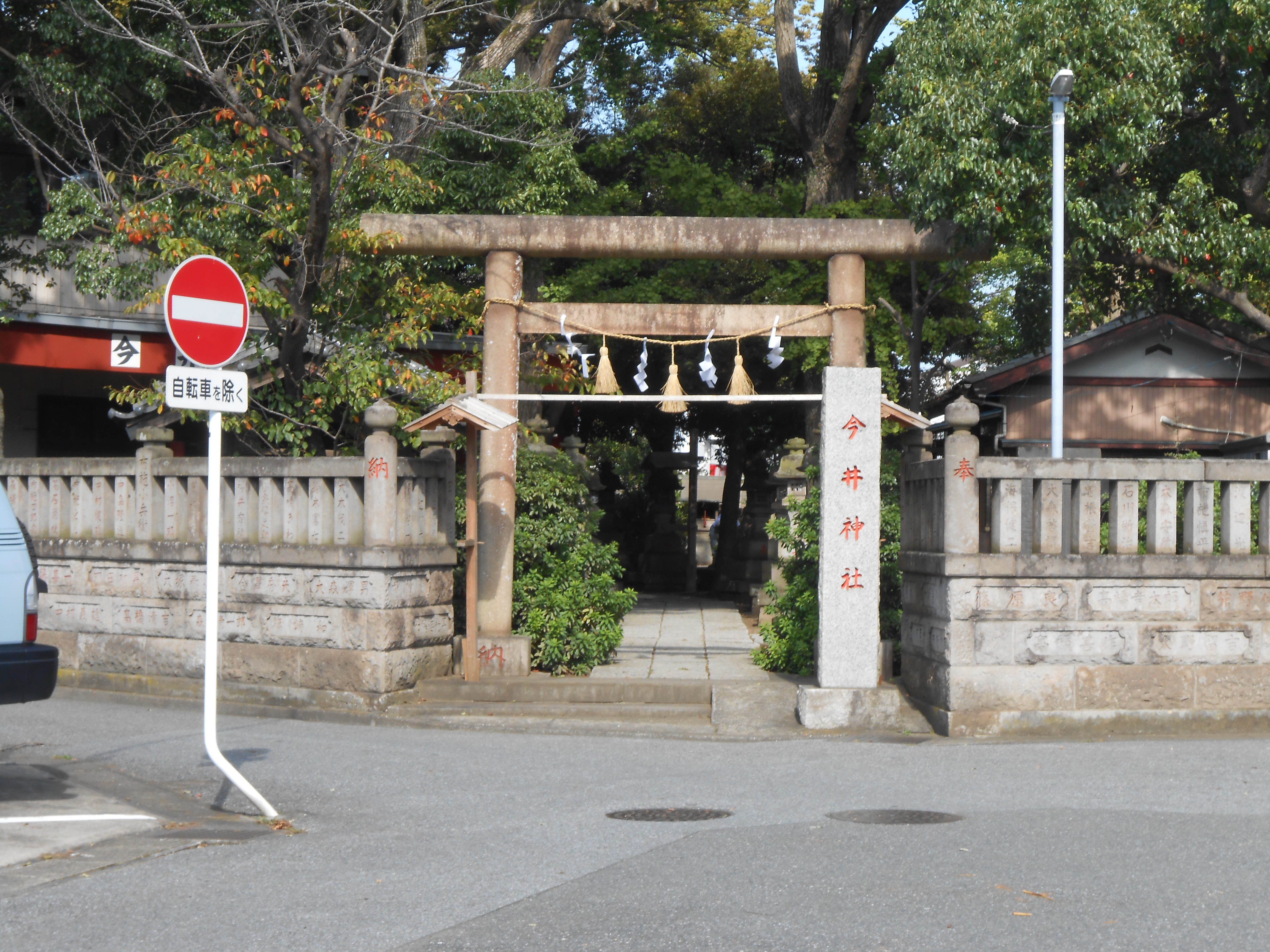
今井神社

### 名所・旧跡

#### 神社
千葉氏に関係する由来を持つ寺社が多い。
- 千葉寺
- 胤重寺
- 高徳寺
- 寒川神社
- 登渡神社
- 蘇我比咩神社
- 白幡神社
- 千葉神社（千葉妙見宮）
- 今井神社

#### 史跡

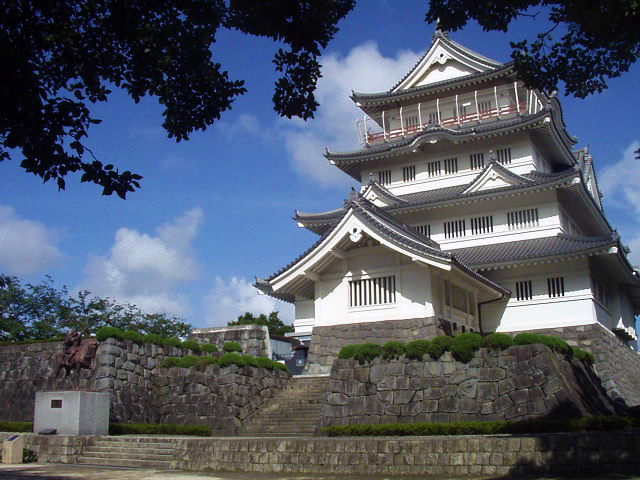
亥鼻城址（千葉市立郷土博物館）

- 亥鼻城（千葉城）：大治元年（1126年）千葉常重により築城、康正元年（1455年）廃城と伝えられる。現在模擬天守閣（千葉市立郷土博物館）が建つ。
- 小弓城跡：小弓公方足利義明の本拠地。別名小弓御所・南生実城
- 生実藩陣屋跡：森川氏が一万石で配される。廃藩置県まで13代にわたり生実地区を支配。別名北生実城。陣屋の一角に、森川氏の菩提寺、重俊院がある。
- 大覚寺山古墳：南生実町 千葉県指定文化財 1971年3月26日指定
- 曽我野藩陣屋跡：明治3年（1870年）3月、下野国高徳藩知事であった戸田忠綱は、曾我野に移封となり、曾我野藩を立藩。徳川幕府最後の立藩である。明治4年7月14日廃藩。
- 旧制千葉医科大学附属病院
- 千葉刑務所
- 川崎銀行千葉支店:中央区役所の工事の際、中に保存できるように建築され現在、区役所の一部になっている。区役所のさや堂ホールは川崎銀行時代の部分を使っている。
- 旧千葉県庁舎跡：明治44年竣工。ルネッサンス様式。昭和38年に取り壊された。

### 観光スポット
- 千葉ポートパーク
- 千葉ポートタワー

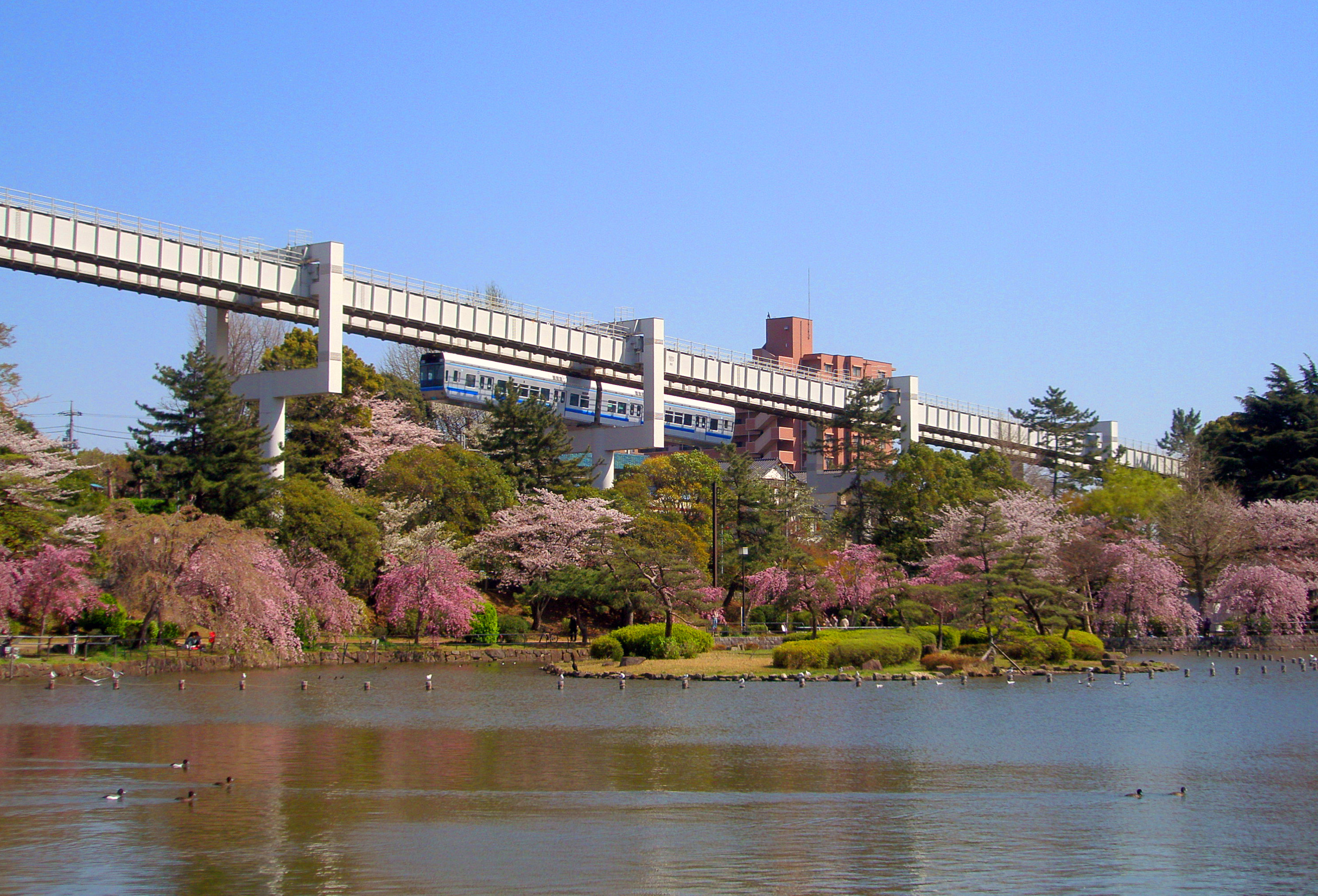
千葉公園

- 千葉公園 （千葉県の天然記念物・千葉市の花である「オオガハス」が見られる）
- 青葉の森公園
- 千葉市都市緑化植物園 （バラ園、ハーブ園、生垣見本園など。入園無料）
- 生実池（蓮、桜の名所。小規模ながら毎年8月には、花火大会が行われる。）

#### 文化施設
- 千葉文化の森
  - 千葉県立中央図書館
  - 千葉県文化会館
  - 亥鼻公園（サクラの名所）

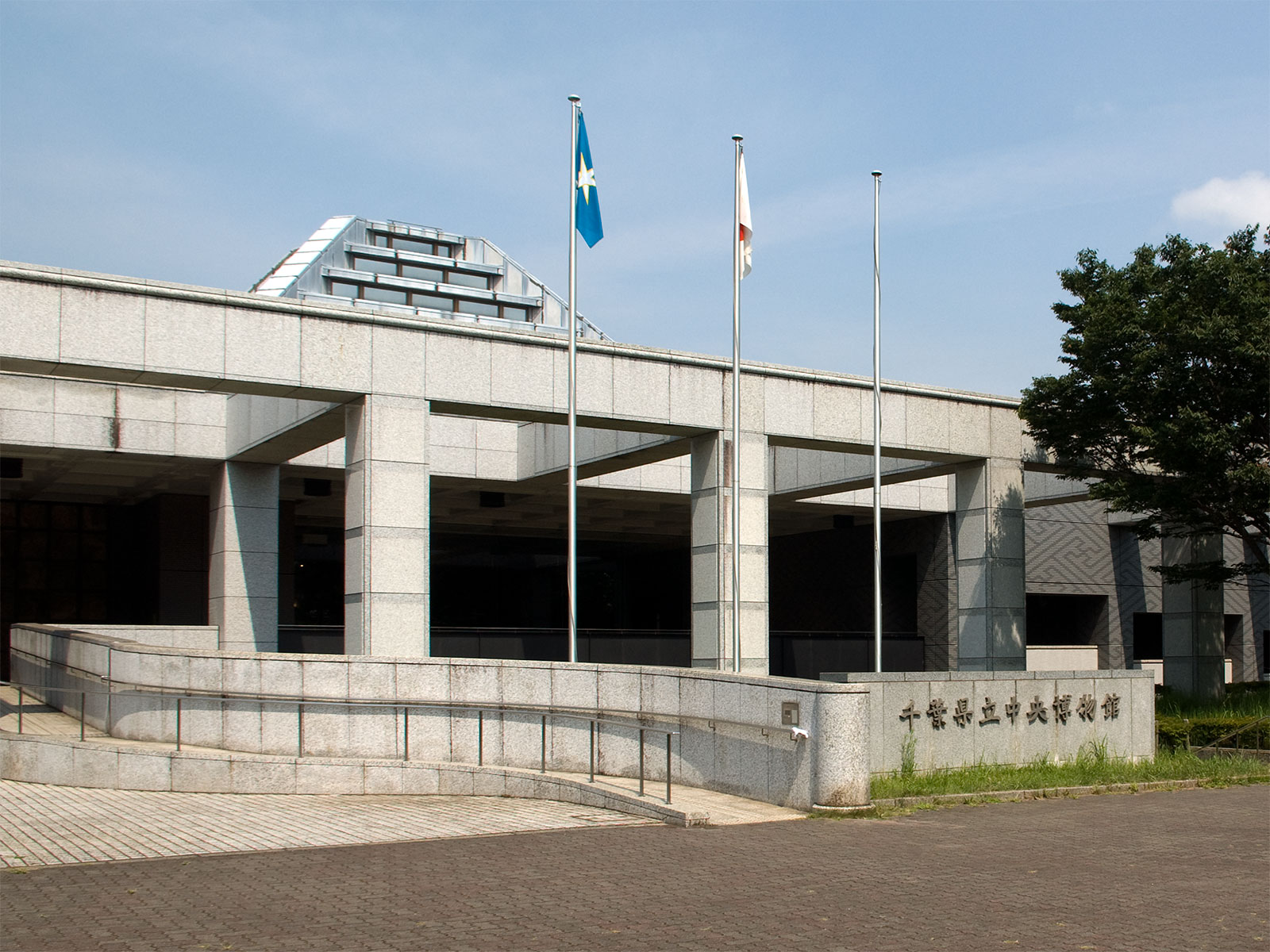
千葉県立中央博物館

  - 千葉市立郷土博物館（千葉城、亥鼻城とも。入館料: 大人 60円、小・中学生 30円、小学生未満 無料）
- 千葉市科学館(Qiball)
- 千葉市美術館
- 千葉市埋蔵文化財調査センター （宅地造成等に伴う発掘調査により出土した資料を収蔵する施設。入館料無料）
- 千葉県立中央博物館
- 千葉県立美術館

### 祭事・催事
- 親子三代夏祭り

## 出身著名人
- 飯島滋弥 - 元プロ野球選手
- 掛布雅之 - 元プロ野球選手
- 神戸の長吉 - 侠客
- 泉水はる佳 - 千葉テレビ放送アナウンサー、元中国放送アナウンサー
- 高橋由伸 - 元プロ野球選手
- 鶴岡啓一 - 元千葉市長
- 永島敏行 - 俳優
- 峰島秀 - 円盤投選手、1936 ベルリン五輪5位[8]

### ゆかりのある人物
- 千葉常胤
- 千葉胤直